# 녹색당 (스웨덴)

녹색당(스웨덴어: Miljöpartiet de Gröna)은 스웨덴 의회에 의석을 갖고 있는 정당이다. 1980년 실시된 핵발전소 사용에 관한 국민투표의 반대파에 뿌리를 두고, 1981년 창당되었다. 1988년 처음으로 스웨덴 의회에 진출했으며, 1991년 선거에서는 봉쇄조항 4%를 넘지 못해 원내 재진출에 실패했다. 하지만 1994년 선거부터는 평균 5%대의 득표로 꾸준히 원내진출에 성공하고 있다. 최근 실시된 2010년 선거에서는 7.35% 득표로 349석중 25석을 얻어 제3당이 되었다. 2018년 스웨덴 의회선거 결과, 자유당에 이어 8당이 되었다. 현재 적녹동맹이라는 선거 연합에 가입해있다.

## 역사
녹색당은 1970년대 대안운동과 환경운동, 핵발전소 반대운동에서 생겨나, 1981년에 정당이 되었다. 녹색당은 스칸디나비아지역에도 큰 영향을 끼친 체르노빌 사고의 영향으로 1988년 선거에서 4% 봉쇄조항을 돌파하고 원내에 진출할 수 있었다.
녹색당이 핵심적으로 주장은 환경 정책과 반 EU적 입장이었다. 1991년 선거에서는 4% 봉쇄조항을 넘지 못해 스웨덴 의회에서 의석 획득에는 실패했지만, 지방의회에서는 의석을 획득했다. 1994년 선거에서는 스웨덴 의회에 다시 진출한다. 1998년부터 2006년까지 사민당 소수연정을 지지하면서 의회에서 협력했다.
2010년 선거에 대비해 2008년 사민당, 좌파당과 더불어 집권우파 연정에 대응하는 적녹연합을 결성하고 선거에 참여했다. 녹색당은 고속철도건설 등 혁신적 녹색성장 정책을 통해 7.35%표 3당이 되는데 성공했으나, 다른 연정파트너인 사민당과 좌파당의 득표율이 감소하면서 야당에 머물게 됐다. 그 후 적녹연합은 2010년 10월 녹색당의 탈퇴선언으로 해산됐다.

## 이데올로기
녹색당의 이데올로기는 4대 연대, 즉 동물과 자연, 생태시스템과의 연대, 다음 세대와의 연대, 전 세계인과 연대, 스웨덴 이주민과 연대에 바탕을 두고 있다. 이 정당은 스웨덴의 유럽연합 가입에 반대해왔다. 2008년 9월 당원투표를 통해 반 유럽연합 입장을 공식적으로 폐기하기는 했지만, 당원들 사이에 여전히 반EU적 정서가 남아있다. 녹색당은 핵발전소 폐지와 지속가능한 에너지로의 전환을 추구하고 있다. 또한 조세 정책에 있어서도 친환경적이지 못하거나, 지속가능하지 않은 생산과 활동에 대해 높은 세금을 매김으로서, 사람들이 좀 더 지속가능하게 행동하도록 하는데 영향을 미치고자 한다. 또 권력의 집중에 반대하고, 양성 평등을 지향한다. 정치인에 권력이 집중되는 것을 막기위해 선출직 공직자는 3선까지만 가능하도록 제한하고 있다.

## 선거 결과

### 스웨덴의회 선거
| 1982년 | 91,787  | 1.7 (#7) | 0 / 349  | 0  | 98,042  | 1.9% | 0 / 1,717   | 0  | 91,842  | 1.6% | 129 / 13,500 | 129 | [ 1 ]             |
| 1985년 | 83,645  | 1.5 (#7) | 0 / 349  | 0  | 104,166 | 2.0% | 0 / 1,733   | 0  | 142,498 | 2.5% | 237 / 13,520 | 108 | [ 2 ]             |
| 1988년 | 296,935 | 5.5 (#6) | 20 / 349 | 20 | 237,556 | 4,8% | 73 / 1,743  | 73 | 302,797 | 5.6% | 693 / 13,564 | 456 | [ 3 ]             |
| 1991년 | 185,051 | 3.4 (#8) | 0 / 349  | 20 | 156,594 | 3.1% | 34 / 1,763  | 39 | 199,207 | 3.6% | 389 / 13,526 | 304 | [ 4 ]             |
| 1994년 | 279,042 | 5.0 (#6) | 18 / 349 | 18 | 236,666 | 4.6% | 78 / 1,777  | 44 | 298,044 | 5.3% | 616 / 13,550 | 230 | [ 5 ]             |
| 1998년 | 236,699 | 4.5 (#7) | 16 / 349 | 2  | 226,398 | 4.4% | 70 / 1,646  | 8  | 252,675 | 4.8% | 559 / 13,388 | 57  | [ 6 ] [ 7 ] [ 8 ] |
| 2002년 | 246,392 | 4.7 (#7) | 17 / 349 | 1  | 204169  | 3.9% | 55 / 1,656  | 15 | 227,189 | 4.2% | 443 / 13,274 | 116 | [ 9 ]             |
| 2006년 | 291,121 | 5.2 (#7) | 19 / 349 | 2  |         |      |             |    |         |      |              |     | [ 10 ]            |
| 2010년 | 437,435 | 7.3 (#3) | 25 / 349 | 6  | 398,782 | 6.9% | 103 / 1,662 |    | 418,961 | 7.1% | 686 / 12,978 |     | [ 11 ]            |
| 2014년 | 408,365 | 6.9 (#4) | 25 / 349 | 0  |         |      |             |    |         |      |              |     |                   |
| 2018년 | 271,120 | 4.3 (#8) | 15 / 349 | 10 |         |      |             |    |         |      |              |     |                   |

### 유럽의회 선거
| 연도   | 득표수  | 득표율 | 의석 수      | 의석 수 변동 |
| ------ | ------- | ------ | ------------ | ------------ |
| 1995년 | 462,092 | 17.2%  | 4 / 22       |              |
| 1999년 | 239,946 | 9.5%   | 2 / 22       | 2            |
| 2004년 | 149,603 | 6.0%   | 1 / 19       | 1            |
| 2009년 | 349,114 | 11.0%  | 2 / 182 / 20 | 1 · 0        |
| 2014년 | 572,591 | 15.4%  | 4 / 20       | 2            |

## 같이 보기
- 녹색정치